# Il segno della doppia ascia
Il segno della doppia ascia (Sign of the Labrys) è un romanzo di fantascienza del 1963 della scrittrice statunitense Margaret St. Clair.

## Trama
L'umanità è quasi scomparsa dalla terra, 9 persone su 10 sono morte a causa delle epidemie diffuse circa 15 anni prima. I sopravvissuti cercano di evitare il più possibile i contatti con le altre persone, anche se ora il pericolo di contagio è molto basso.
In questo mondo non si vive comunque molto male, mancano molti servizi, ma i beni di prima necessità sono disponibili per tutti poiché prima delle epidemie erano state predisposte enormi scorte di generi alimentari. Anche gli appartamenti, scavati a livelli successivi sempre più in profondità a seconda dell'importanza degli abitanti, sono comunque liberamente accessibili a tutti.
Sam Sewell, il protagonista, viene contattato da un agente dell'FBY, l'unica agenzia governativa ancora operante, poiché ritenuto in contatto con una certa Despoina, a lui invece assolutamente ignota.
Il giorno dopo trova nel suo appartamento un anello, che scopre essere proprio di Despoina, che gli permetterà di addentrarsi sempre più in profondità nei vari livelli. In questo viaggio incontrerà dapprima Kyra, sua sorellastra, che lo inizierà ai segreti dei Wicca, e successivamente Despoina.
Despoina gli rivela che lui è il "grande sacerdote" dei Wicca e che è stata proprio Kyra a diffondere le epidemie in tutto il mondo, poiché si era resa conto che l'umanità si sarebbe autodistrutta completamente, mentre le malattie avrebbero comunque permesso, almeno ad alcuni, di sopravvivere.
Nelle loro ricerche Sam e Despoina giungeranno al livello più profondo, il livello H, riservato al presidente degli Stati Uniti. Qui troveranno i contenitori con un nuovo potentissimo virus, ma anche il vaccino che potrà curare tutti quanti. Vengono però raggiunti dagli uomini dell'FBY che hanno deciso di conquistare definitivamente il potere, e che sono intenzionati a scoprire la fisiologia che permette ai Wicca di avere certi poteri. 
Sam e Despoina riescono a sfuggire e a raggiungere la superficie, e a loro rimane la speranza di un cambiamento che possa cambiare al meglio tutta l'umanità.

## Edizioni
- Margaret St. Clair, Sign of the Labrys, 1963.
- Margaret St. Clair, Il segno della doppia ascia, traduzione di Enrica La Viola, copertina di Karel Thole, Urania n. 433, Arnoldo Mondadori Editore, 1966.
- Margaret St. Clair, Il segno della doppia ascia, traduzione di Enrica La Viola, copertina di Karel Thole, Classici Fantascienza n. 41, Arnoldo Mondadori Editore, 1980,  p. 175.